# Jean-Baptiste Joly

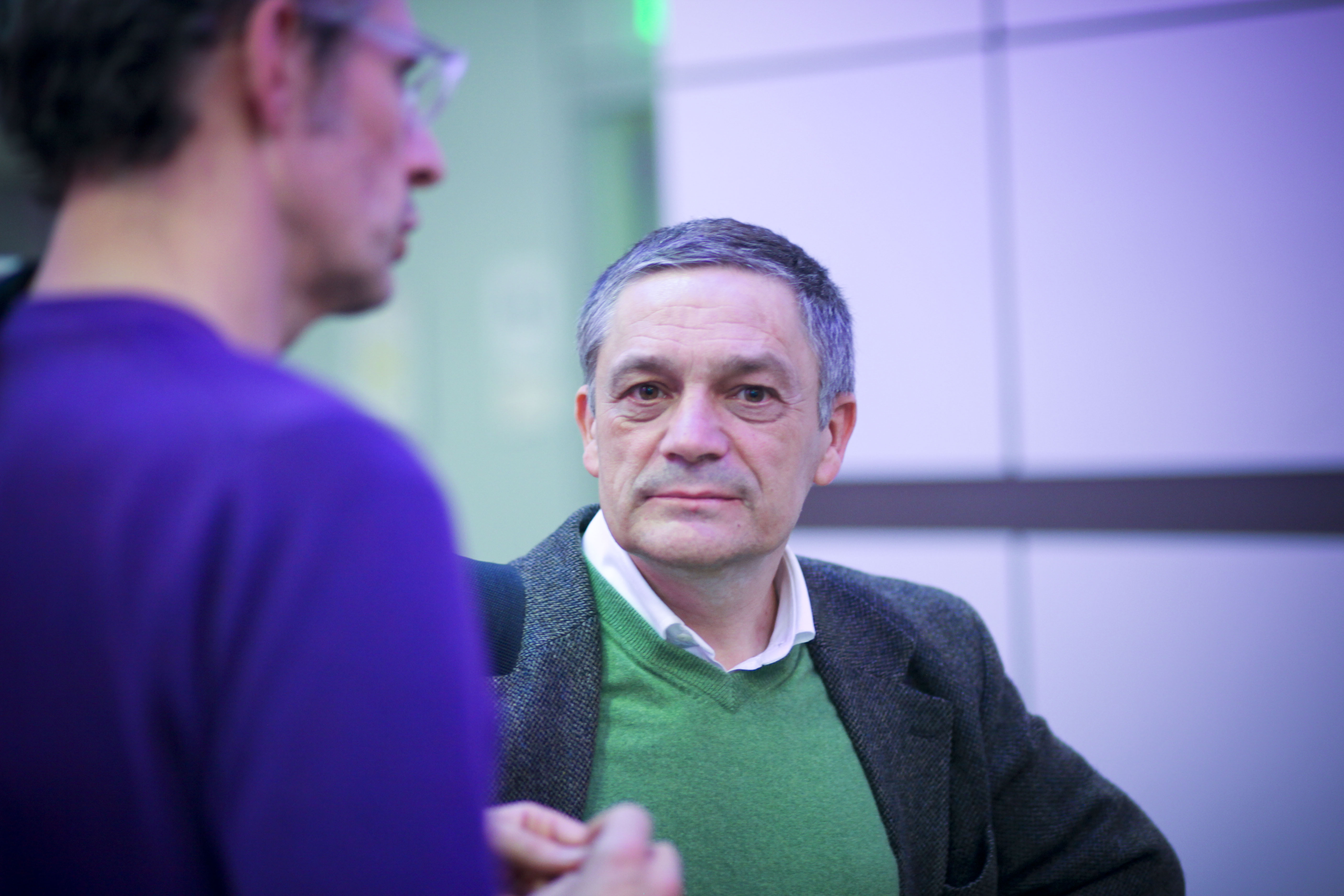
Jean-Baptiste Joly (2010)

Jean-Baptiste Joly (* 1951 in Paris) ist ein französischer Germanist, Kurator und Kulturmanager. Zudem ist er Honorarprofessor für Theorie und Geschichte an der Kunsthochschule Berlin-Weißensee. Seit 1983 lebt er in Stuttgart.

## Biografie
Jean-Baptiste Joly studierte von 1969 bis 1976 Germanistik in Paris (Sorbonne Nouvelle) und in Berlin (Freie Universität). Von 1976 bis 1983 unterrichtete er Deutsch an einem Collège in der Nähe von Paris. 1983 zog er nach Deutschland und war bis 1988 Direktor des Institut français Stuttgart.
Vom Januar 1989 bis April 2018 war Joly Direktor der Akademie Schloss Solitude in Stuttgart. Seit 1998 hat er eine Honorarprofessur für Theorie und Geschichte an der Kunsthochschule Berlin-Weißensee inne.
Zudem ist er Vorsitzender der Merkur Stiftung und der Rudolf-Eberle-Stiftung, außerdem Mitglied im Stiftungsrat des Kunstmuseums Stuttgart, Mitglied im Board von Transcultural Exchange (Boston) und im Board von Resartis, dem weltweiten Netzwerk von internationalen Künstlerresidenzen. Von 2010 bis 2015 war er (deutsches) Mitglied des Deutsch-Französischen Kulturrats.
2013 verlieh ihm der französische Botschafter Maurice Gourdault-Montagne die Insignien eines Ritters der Ehrenlegion.

## Jean-Baptiste Joly in den Medien
- https://www.stuttgarter-nachrichten.de/inhalt.ueber-kunst-mit-jean-baptiste-joly-kuenstler-wollen-die-welt-nicht-verstehen.7351e01b-da7b-44b1-b3e7-9a76b6b4e62f.html Stuttgarter Zeitung
- https://www.deutschlandfunk.de/musik-und-fragen-zur-person-der-direktor-der-akademie.1782.de.html?dram:article_id=279211 Deutschlandfunk

| Personendaten    | Personendaten                                     |
| ---------------- | ------------------------------------------------- |
| NAME             | Joly, Jean-Baptiste                               |
| KURZBESCHREIBUNG | deutsch-französischer Germanist und Kulturmanager |
| GEBURTSDATUM     | 1951                                              |
| GEBURTSORT       | Paris                                             |